# Fernando Sebastián Aguilar
Fernando Sebastián Aguilar, C.M.F. (Calatayud, 14. prosinca 1929.), je španjolski rimokatolički kardinal i pamplonski i tudelski nadbiskup emeritus.

## Životopis
Fernando Sebastián Aguilar rođen je u Calatayudu, 14. prosinca 1929. godine. Za svećenika je zaređen 28. lipnja 1953.
Aguilar je doktorirao iz područja Presvete teologije na Papinskom sveučilištu svetog Tome Akvinskog, 1957. godine. 22. kolovoza 1979. je imenovan za leonskog biskupa te posvećen 29. rujna iste godine. 8. travnja 1988. postaje koadjutor nadbiskup Granade s pravom nasljedovanja.
Nadbiskup Pamplona i Tudela je postao 26. ožujka 1993., na kojem položaju je ostao do 31. srpnja 2007., kada ga je naslijedio Francisco Pérez González. Od 15. rujna 2003. bio je apostolski upravitelj biskupije Calahorra i La Calzada-Logroño do umirovljenja 31. srpnja 2007.
Papa Franjo ga je 22. veljače 2014., zajedno s 18 drugih kolega, uzvisio na rang kardinala. Na tomu konzistoriju je postao kardinal svećenik crkve Sant’Angela Merici.
Za geslo ima Istina u ljubavi (lat. Veritas in Caritate).